# 2026-os labdarúgó-világbajnokság-selejtező (UEFA – I csoport)
A 2026-os labdarúgó-világbajnokság európai selejtező, I csoportjának eredményeit tartalmazó lapja. A csoportban a csapatok körmérkőzéses, oda-visszavágós rendszerben játszanak egymással. A csoport győztese kijut a világbajnokságra, a csoport második helyezettje pótselejtezőn vesz részt.
A csoportban Olaszország, Norvégia, Izrael, Észtország és Moldova szerepel. Olaszország a Nemzetek Ligája 4. negyeddöntőjének veszteseként került a csoportba.

## Tabella
| Hely. | Csapat      | M | Gy | D | V | G+ | G– | Gk  | P  | Továbbjutás                      |     | Norvégia  | Izrael   | Olaszország | Észtország | Moldova   |
| ----- | ----------- | - | -- | - | - | -- | -- | --- | -- | -------------------------------- | --- | --------- | -------- | ----------- | ---------- | --------- |
| 1.    | Norvégia    | 4 | 4  | 0 | 0 | 13 | 2  | +11 | 12 | Kijut a 2026-os világbajnokságra |     | —         | okt. 11. | 3–0         | nov. 13.   | szept. 8. |
| 2.    | Izrael      | 3 | 2  | 0 | 1 | 7  | 6  | +1  | 6  | Pótselejtezőn vesz részt         |     | 2–4       | —        | szept. 8.   | 2–1        | nov. 16.  |
| 3.    | Olaszország | 2 | 1  | 0 | 1 | 2  | 3  | −1  | 3  |                                  |     | nov. 16.  | okt. 14. | —           | szept. 5.  | 2–0       |
| 4.    | Észtország  | 4 | 1  | 0 | 3 | 5  | 8  | −3  | 3  |                                  | 0–1 | 1–3       | okt. 11. | —           | okt. 14.   |           |
| 5.    | Moldova     | 3 | 0  | 0 | 3 | 2  | 10 | −8  | 0  |                                  | 0–5 | szept. 5. | nov. 13. | 2–3         | —          |           |

## Mérkőzések
A csoportok sorsolását 2024. december 13-án tartották Zürichben. A menetrendet az UEFA a sorsolást követően, aznap közzétette. Az időpontok közép-európai idő szerint, zárójelben helyi idő szerint értendők.
| 2025. március 22. 18:00 (19:00 UTC+2) |

| Moldova | 0–5               | Norvégia                                                   |
| ------- | ----------------- | ---------------------------------------------------------- |
|         | (0–4) Jegyzőkönyv | Ryerson 5' Haaland 23' Aasgaard 38' Sørloth 43' Dønnum 69' |

| Zimbru Stadion, Kisinyov Nézőszám: 9342 Játékvezető: Matej Jug (szlovén) |

| 2025. március 22. 20:45 |

| Izrael                    | 2–1               | Észtország   |
| ------------------------- | ----------------- | ------------ |
| Kein 23' (öngól) Dasa 75' | (1–1) Jegyzőkönyv | Paskotši 11' |

| Nagyerdei stadion, Debrecen Nézőszám: 270 Játékvezető: Nikola Dabanović (montenegrói) |

| 2025. március 25. 18:00 (19:00 UTC+2) |

| Moldova                       | 2–3               | Észtország                        |
| ----------------------------- | ----------------- | --------------------------------- |
| Nicolaescu 67' Caimacov 90+1' | (0–2) Jegyzőkönyv | Peetson 19' Sappinen 30' Käit 70' |

| Zimbru Stadion, Kisinyov Nézőszám: 6112 Játékvezető: Lawrence Visser (belga) |

| 2025. március 25. 20:45 |

| Izrael                      | 2–4               | Norvégia                                          |
| --------------------------- | ----------------- | ------------------------------------------------- |
| Abu Fani 55' Turgeman 90+3' | (0–1) Jegyzőkönyv | Møller Wolfe 39' Sørloth 59' Ajer 65' Haaland 83' |

| Nagyerdei stadion, Debrecen Nézőszám: 1200 Játékvezető: Chris Kavanagh (angol) |

| 2025. június 6. 20:45 (21:45 UTC+3) |

| Észtország | 1–3               | Izrael                                |
| ---------- | ----------------- | ------------------------------------- |
| Käit 31'   | (1–1) Jegyzőkönyv | Biton 39' 49' Abu Fani 89' (11-esből) |

| Lilleküla Stadion, Tallinn Nézőszám: 5967 Játékvezető: Willy Delajod (francia) |

| 2025. június 6. 20:45 |

| Norvégia                         | 3–0               | Olaszország |
| -------------------------------- | ----------------- | ----------- |
| Sørloth 14' Nusa 34' Haaland 42' | (3–0) Jegyzőkönyv |             |

| Ullevaal Stadion, Oslo Nézőszám: 25 796 Játékvezető: José María Sánchez Martínez (spanyol) |

| 2025. június 9. 20:45 (21:45 UTC+3) |

| Észtország | 0–1               | Norvégia    |
| ---------- | ----------------- | ----------- |
|            | (0–0) Jegyzőkönyv | Haaland 62' |

| Lilleküla Stadion, Tallinn Nézőszám: 11 577 Játékvezető: Srđan Jovanović (szerb) |

| 2025. június 9. 20:45 |

| Olaszország                | 2–0               | Moldova |
| -------------------------- | ----------------- | ------- |
| Raspadori 40' Cambiaso 50' | (1–0) Jegyzőkönyv |         |

| Mapei Stadion, Reggio Emilia Nézőszám: 18 771 Játékvezető: Urs Schnyder (svájci) |

| 2025. szeptember 5. 20:45 (21:45 UTC+3) |

| Moldova | –           | Izrael |
| ------- | ----------- | ------ |
|         | Jegyzőkönyv |        |

|  |

| 2025. szeptember 5. 20:45 |

| Olaszország | –           | Észtország |
| ----------- | ----------- | ---------- |
|             | Jegyzőkönyv |            |

|  |

| 2025. szeptember 8. 20:45 |

| Izrael | –           | Olaszország |
| ------ | ----------- | ----------- |
|        | Jegyzőkönyv |             |

| [ a 1 ] |

| 2025. szeptember 8. 20:45 |

| Norvégia | –           | Moldova |
| -------- | ----------- | ------- |
|          | Jegyzőkönyv |         |

|  |

| 2025. október 11. 18:00 |

| Norvégia | –           | Izrael |
| -------- | ----------- | ------ |
|          | Jegyzőkönyv |        |

|  |

| 2025. október 11. 20:45 (21:45 UTC+3) |

| Észtország | –           | Olaszország |
| ---------- | ----------- | ----------- |
|            | Jegyzőkönyv |             |

|  |

| 2025. október 14. 20:45 (21:45 UTC+3) |

| Észtország | –           | Moldova |
| ---------- | ----------- | ------- |
|            | Jegyzőkönyv |         |

|  |

| 2025. október 14. 20:45 |

| Olaszország | –           | Izrael |
| ----------- | ----------- | ------ |
|             | Jegyzőkönyv |        |

|  |

| 2025. november 13. 18:00 |

| Norvégia | –           | Észtország |
| -------- | ----------- | ---------- |
|          | Jegyzőkönyv |            |

|  |

| 2025. november 13. 20:45 (21:45 UTC+2) |

| Moldova | –           | Olaszország |
| ------- | ----------- | ----------- |
|         | Jegyzőkönyv |             |

|  |

| 2025. november 16. 20:45 |

| Izrael | –           | Moldova |
| ------ | ----------- | ------- |
|        | Jegyzőkönyv |         |

| [ a 1 ] |

| 2025. november 16. 20:45 |

| Olaszország | –           | Norvégia |
| ----------- | ----------- | -------- |
|             | Jegyzőkönyv |          |

|  |